# Accolade II
Accolade II – балкер, призначений для вивозу продукції австралійської вапнякової копальні Клейн-Пойнт.
Судно спорудили в 1982 році на верфі Carrington Slipways у Ньюкаслі. Воно отримало обладнання для самозавантаження та саморозвантаження, втім, головною особливістю стали двопаливні двигуні, що могли діяти як на традиційних нафтопродуктах, так і на стисненому природному газі. 
З моменту свого спорудження «Accolade II» курсує між розташованими на протилежних берегах затоки Сент-Вінсент копальнею Клейн-Пойнт та Аделаїдою, доправляючи сировину для цементного заводу в Беркенгеді. Судно здійснює майже щоденні рейси, оскільки може приймати на борт 7 – 8 тисяч тонн вапняку, а річний видобуток копальні становить 1,5 – 2 млн тонн.
В середині 2020-х уклали угоду про спорудження на заміну «Accolade II» нового балкеру, який буде готовий працювати від електричних батарей.